# Fornkristna och bysantinska monument i Thessaloníki
Staden Thessaloniki i norra Grekland, som efter Konstantinopel  i flera århundraden var den näst viktigaste av Bysantinska rikets städer, spelade en viktig roll för kristendomen under medeltiden och dekorerades med imponerande byggnadsverk. År 1988 sattes femton av Thessaloníkis monumentala byggnader upp på Världsarvslistan:
- Thessaloníkis stadsmurar (300-/400-talen)
- Galerius båge och grav (300-talet)
- Acheiropoietos kyrka (400-talet)
- Hagios Demetrios (600-talet)
- Latomosklostret (500-talet)
- Hagia Sofia kyrka (700-talet)
- Panagia Chalkeons kyrka (1000-talet)
- Sankt Panteleimons kyrka (1300-talet)
- Heliga Apostlarnas kyrka (1300-talet)
- Sankt Nikolaus Orphanos kyrka (1300-talet)
- Sankta Katarinas kyrka (1200-talet)
- Frälsarens kyrka (1300-talet)
- Blatadesklostret (1300-talet)
- Profeten Elias kyrka (1300-talet)
- Bysantinska bad (1300-talet)